# Brittany Elmslie
Brittany Elmslie (n. 19 iunie 1994, Nambour⁠(d), Queensland, Australia) este o înotătoare australiană, medaliată olimpică. A participat la 2 ediții ale Jocurilor Olimpice (2012, 2016) în care a câștigat 3 medalii de aur și două medalii de argint.